# Port lotniczy Playa Grande
Port lotniczy Playa Grande (Aeropuerto de Playa Grande) – port lotniczy zlokalizowany w mieście Playa Grande w Gwatemali.